# Russisch-Litauische Kriege
Die Russisch-Litauischen Kriege (auch Moskowitisch-Litauische Kriege genannt, russisch Русско-литовские войны) waren eine mehrere Jahrhunderte umfassende Reihe von kriegerischen Auseinandersetzungen, in denen das Großfürstentum Litauen zunächst stark auf das Gebiet der Rus expandierte und in die inneren Machtkämpfe zwischen ihren Fürstentümern eingriff. Nach der Konsolidierung der nordöstlichen Rus unter der Führung des Großfürstentums Moskau waren diese Kriege jedoch zunehmend von der Überlegenheit Moskaus gekennzeichnet, was die litauische Seite – neben anderen Gründen – schließlich zur Union von Lublin 1569 mit dem Königreich Polen bewog. Bei den weiteren Kriegen Russlands mit Polen-Litauen spricht die Historiographie von Russisch-Polnischen Kriegen.
- Russisch-Litauischer Krieg (1368–1372)
- Russisch-Litauischer Krieg (1487–1494)
- Russisch-Litauischer Krieg (1500–1503)
- Russisch-Litauischer Krieg (1507–1508)
- Russisch-Litauischer Krieg (1512–1522)
- Russisch-Litauischer Krieg (1534–1537)
- Livländischer Krieg (Erster Nordischer Krieg) von 1558 bis 1583
  - Russisch-Litauischer Krieg (1561–1570)

siehe auch Litauisch-Sowjetischer Krieg